# Auguste Georges Darzens
Auguste Georges Darzens (Mosca, 12 luglio 1867 – Parigi, 10 settembre 1954) è stato un chimico francese.

## Biografia
Nel 1888 Darzens fu promosso alla Scuola politecnica parigina e il suo padre dottorale era Louis Édouard Grimaux.
Dal 1912 al 1937 insegnò Chimica all'École Polytechnique.
È noto per aver scoperto la condensazione di Darzens (1904).

## Opere principali
- Georges Darzens, Chemistry, Doubleday, Page & Co., 1914.